# Hebe (geslacht)
Hebe is een plantengeslacht dat in Nieuw-Zeeland, Rapa Iti in Frans-Polynesië, de Falklandeilanden, en Zuid-Amerika in het wild voorkomt. Het geslacht omvat ongeveer 90 soorten en is het grootste plantengeslacht van Nieuw-Zeeland. Behalve H. rapensis (die alleen in Rapa inheems is), komen alle soorten voor in Nieuw-Zeeland. Twee soorten, H. salicifolia en H. elliptica, zijn verspreid tot in Zuid-Amerika. Het geslacht is genoemd naar de Griekse godin van de jeugd, Hebe. Er zijn verscheidene classificaties voor het geslacht, en verscheidene botanici voegen Hebe samen met de verwante Australische geslachten Chionohebe, Derwentia, Detzneria, Parahebe, Heliohebe en Leonohebe, in het grotere geslacht Veronica.
Hebes hebben vier tegenoverstaande rijen bladeren, die paarsgewijze gekruist staan. De plant is eenhuizig, de bloemkroon heeft meestal vier ongelijke bladeren, de bloem heeft twee meeldraden en een lange stijl. De bloemen zijn gerangschikt in trossen. Identificatie van de Hebesoorten is moeilijk, vooral als de planten niet in bloei staan. De planten variëren in grootte van dwergstruiken tot kleine bomen tot 7 meter hoog, en zijn verspreid van kustgebieden tot alpiene ecosystemen. Grootbladige soorten komen gewoonlijk meer voor in kustgebieden, als struiken in laagland, en aan bosranden. Op grotere hoogten groeien soorten met kleiner blad, en in alpiene gebieden vindt men soorten met dikke schubachtige bladeren.
Hebes worden veel in tuinen en openbare parken aangeplant, aangezien de bloemen veel door vlinders bezocht worden. Hebes gedijen op de meeste grondsoorten, en kunnen gemakkelijk vermeerderd worden door middel van zowel zaad als stekken. Wilde hybriden van Hebes komen weinig voor; er zijn echter veel gecultiveerde hybriden, zoals Hebe × franciscana.

## Soorten
Er zijn ongeveer tussen de 90 en 100 soorten, hieronder een selectie:
| - Hebe acutiflora - Hebe albicans - Hebe amplexicaulis - Hebe armstrongii - Hebe barkeri - Hebe brachysiphon - Hebe breviracemosa - Hebe brevifolia - Hebe buchananii - Hebe canterburiensis - Hebe carnosula - Hebe chathamica - Hebe cheesmannii - Hebe ciliolata - Hebe colensoi - Hebe cupressoides - Hebe decumbens - Hebe dieffenbachii - Hebe diosmifolia | - Hebe elliptica - Hebe epacridea - Hebe gibbsii - Hebe glaucophylla - Hebe gracillima - Hebe haastii - Hebe hectorii - Hebe hulkeana - Hebe lavaudiana - Hebe leiophylla - Hebe ligustrifolia - Hebe lycopodioides - Hebe macrantha - Hebe matthewsii - Hebe obtusata - Hebe ochracea - Hebe odora - Hebe parviflora - Hebe pauciramosa - Hebe pimeleoides | - Hebe pinguifolia - Hebe propinqua - Hebe rakaiensis - Hebe raoulii - Hebe recurva - Hebe salicifolia - Hebe salicornioides - Hebe speciosa - Hebe stricta - Hebe subalpina - Hebe subsimilis - Hebe tetragona - Hebe tetrasticha - Hebe topiaria - Hebe traversii - Hebe trisepala - Hebe venustula - Hebe vernicosa |

## Cultivatie
Hebes worden gewaardeerd in tuinen in zachte klimaten als groenblijvende heesters met decoratief (en soms bont) blad. De bloemen, in tinten van blauw, paars, roze of wit, verschijnen gedurende de zomer en herfst. Vanwege hun tolerantie voor zout zijn Hebes bijzonder geschikt voor kustgebieden. De meeste soorten en cultivars zijn echter niet volledig winterhard, en gedijen niet goed in gebieden met lange vorstperioden. De meeste kruipende variëteiten zijn vrij winterhard, en kunnen als bodembedekkers worden gebruikt..

## Bronnen en externe verwijzingen

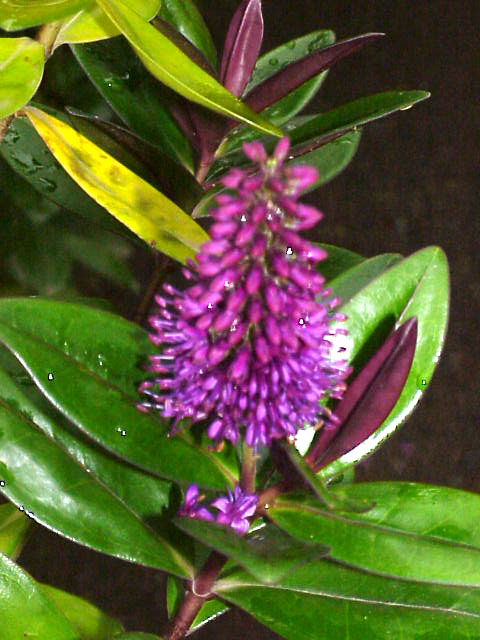
Hebe speciosa
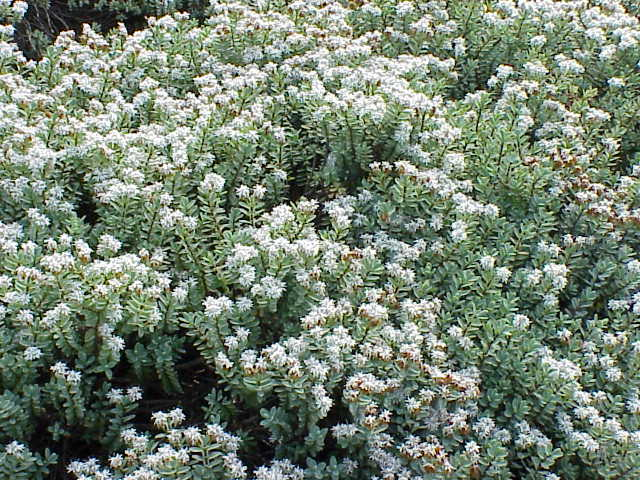
Hebe pinguifolia
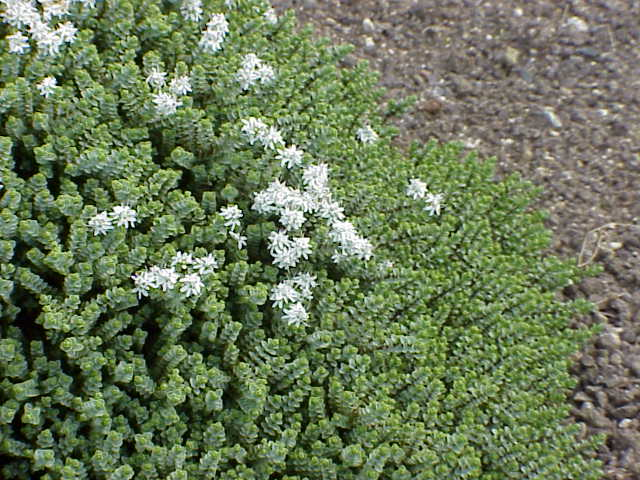
Hebe buchananii

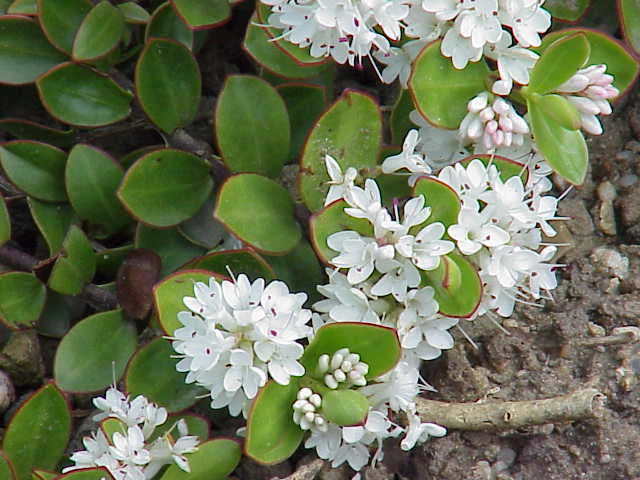
Hebe decumbens
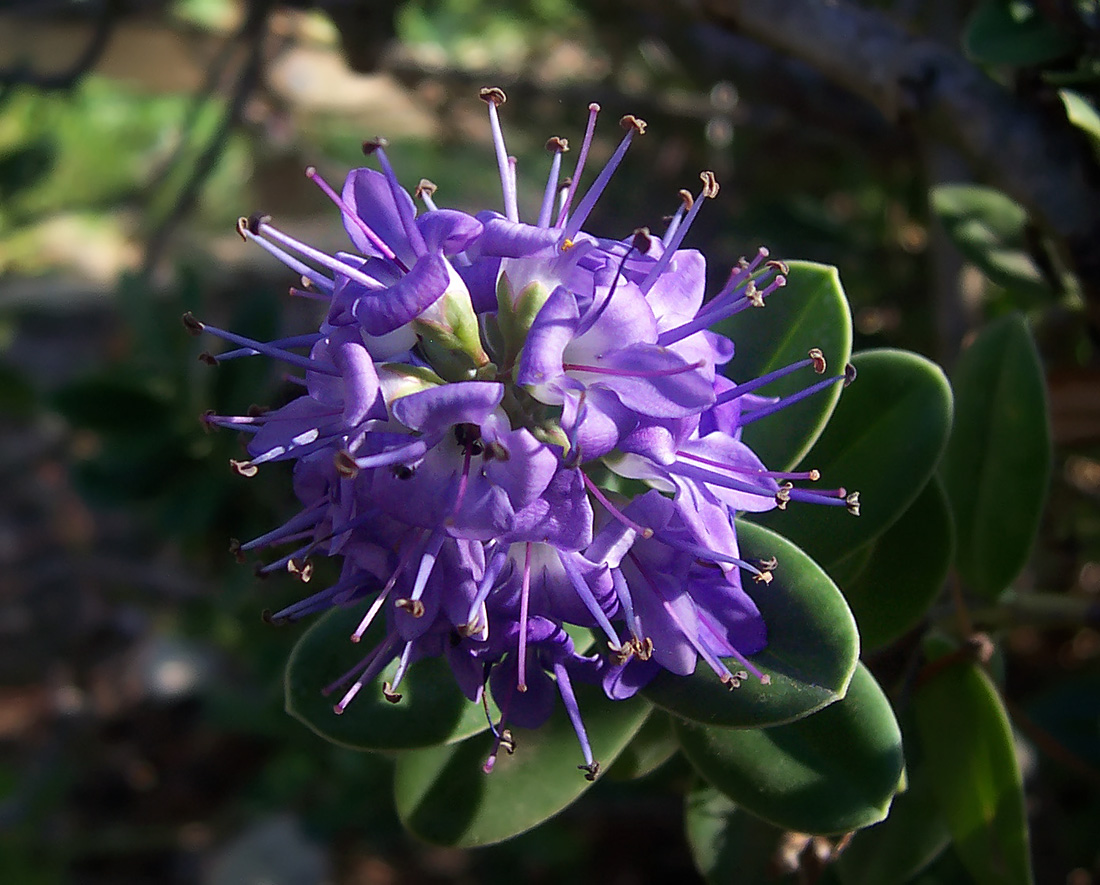
Bloemen van Hebe × franciscana
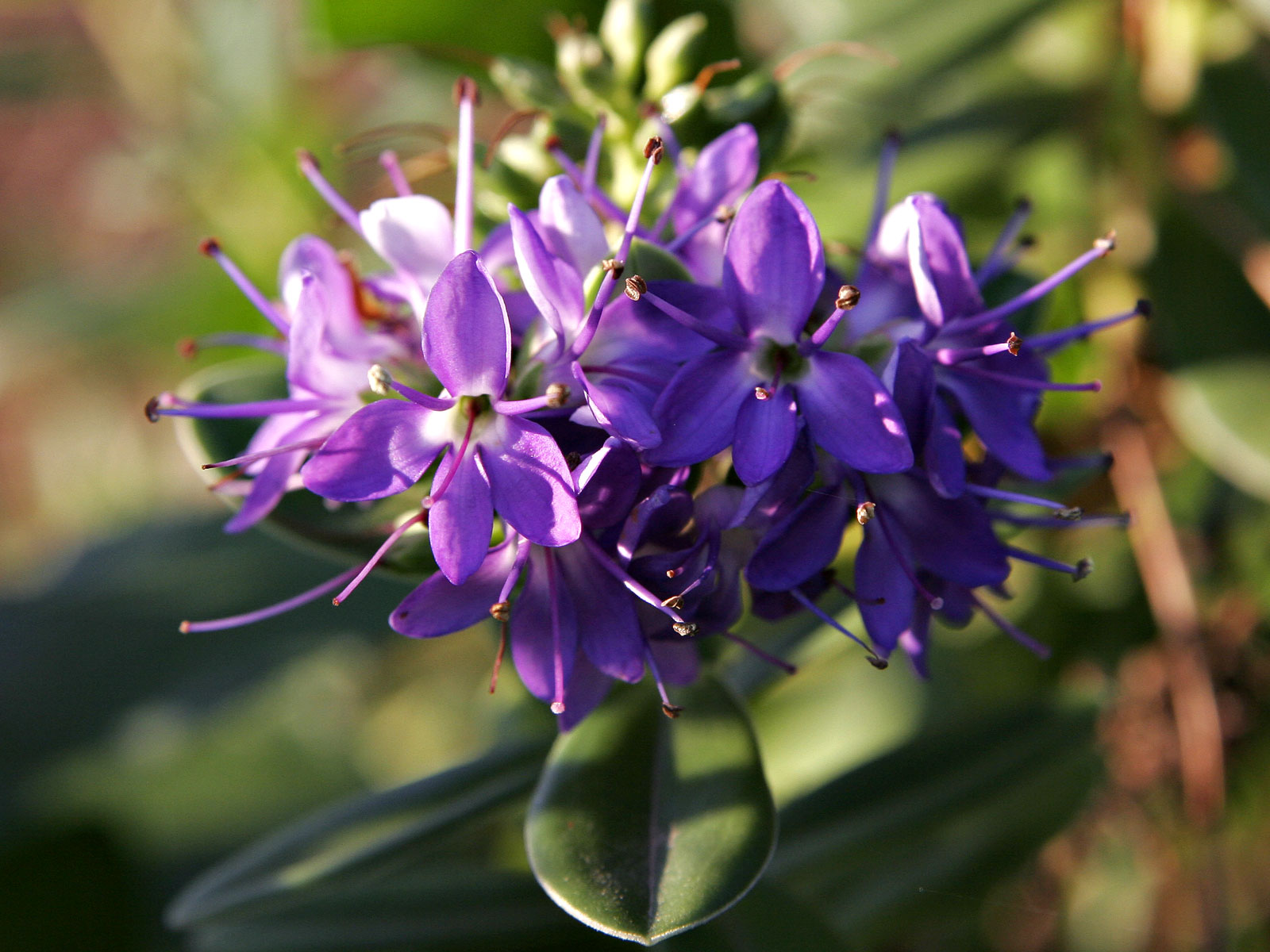
Bloemen van Hebe × franciscana
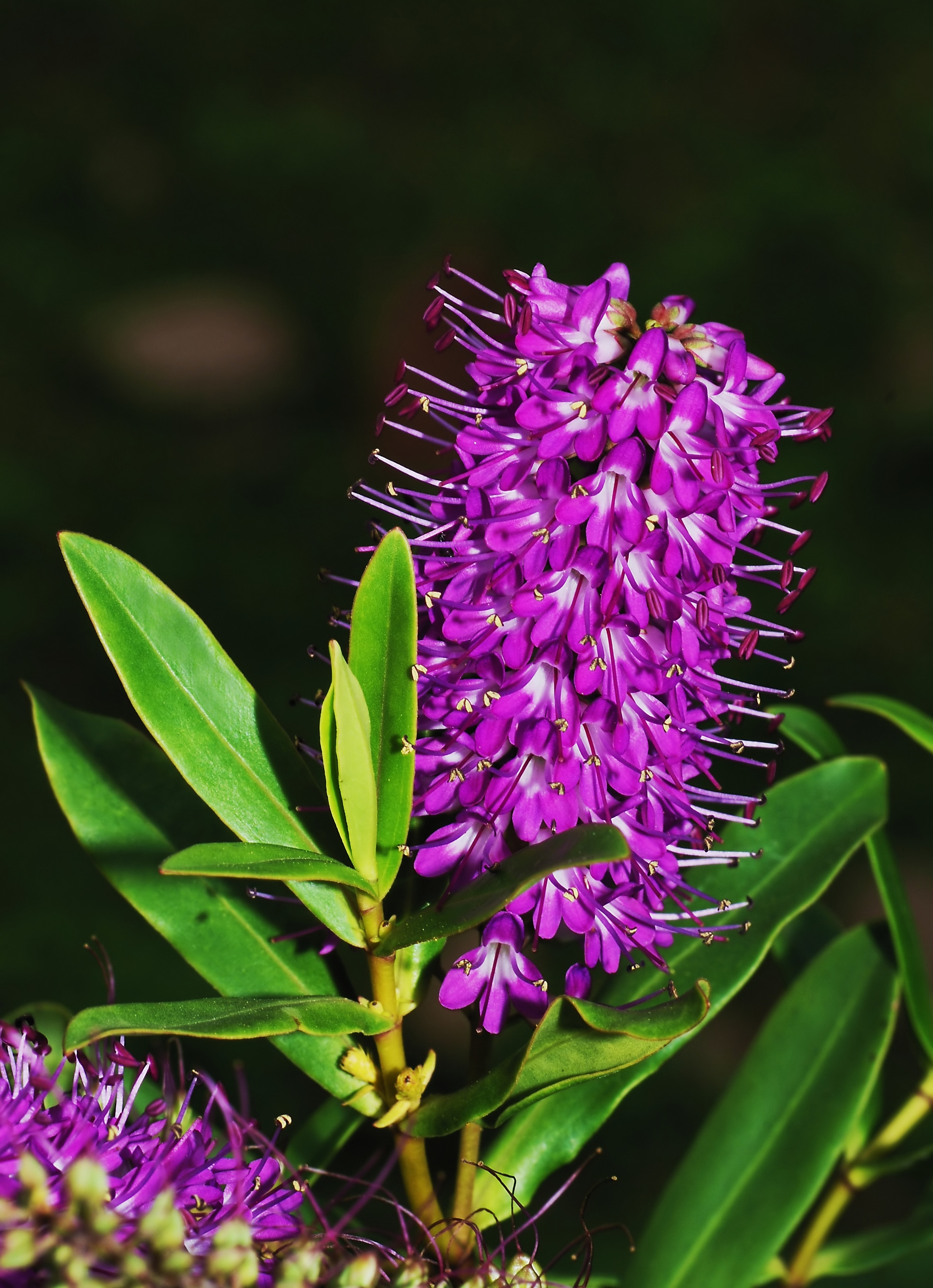
Hebe x franciscana (Blue Gem)

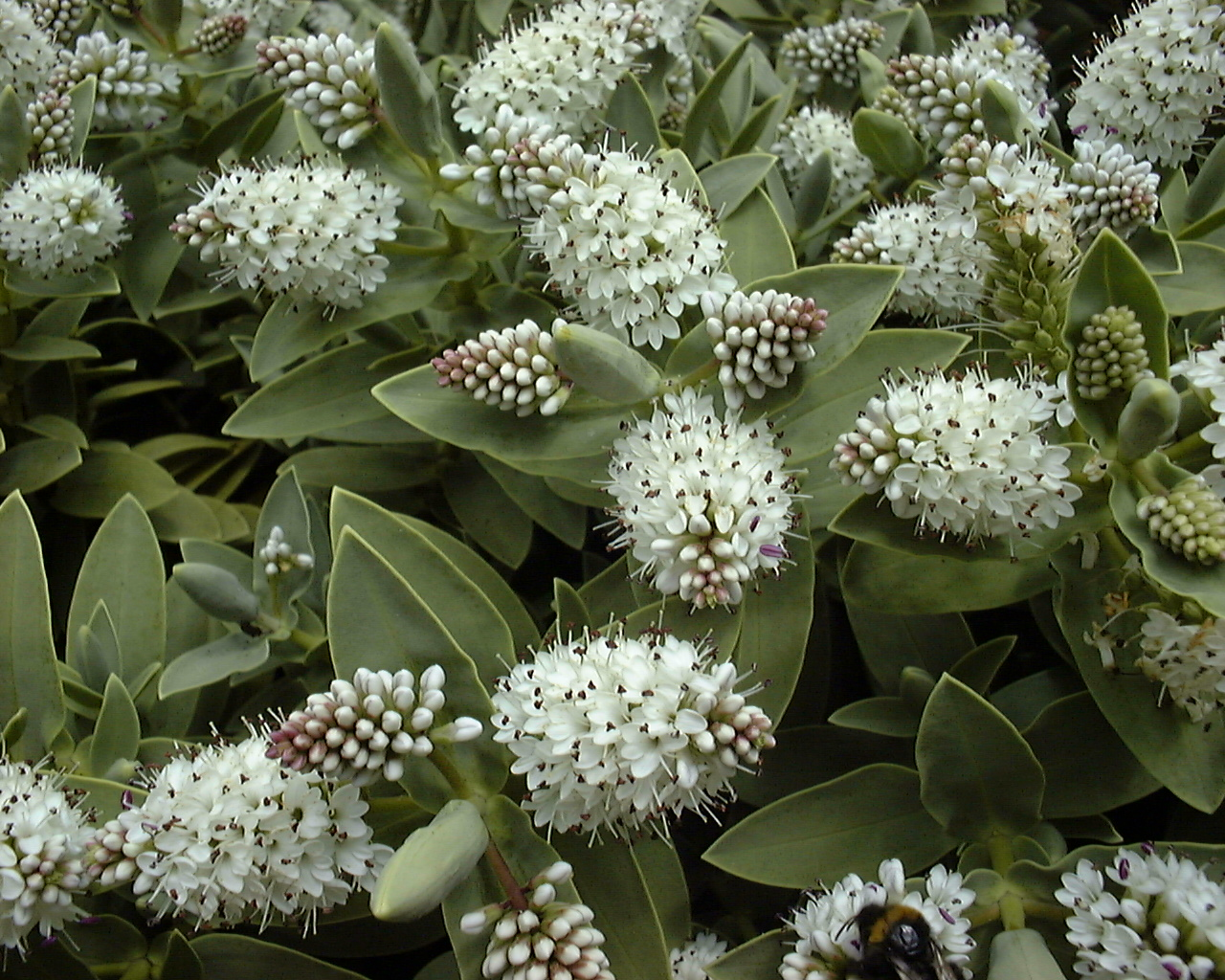
Hebe albicans
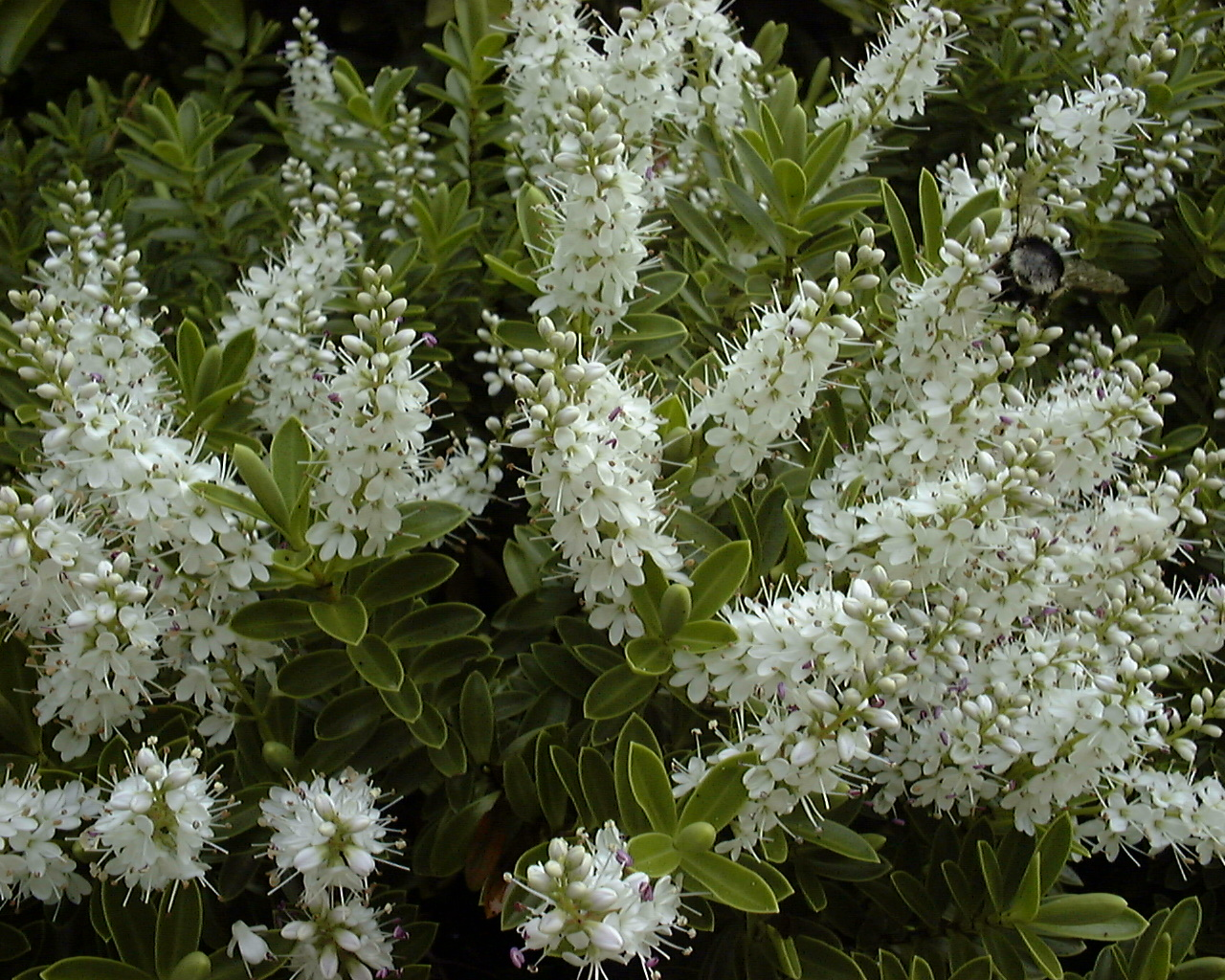
Hebe rakaiensis
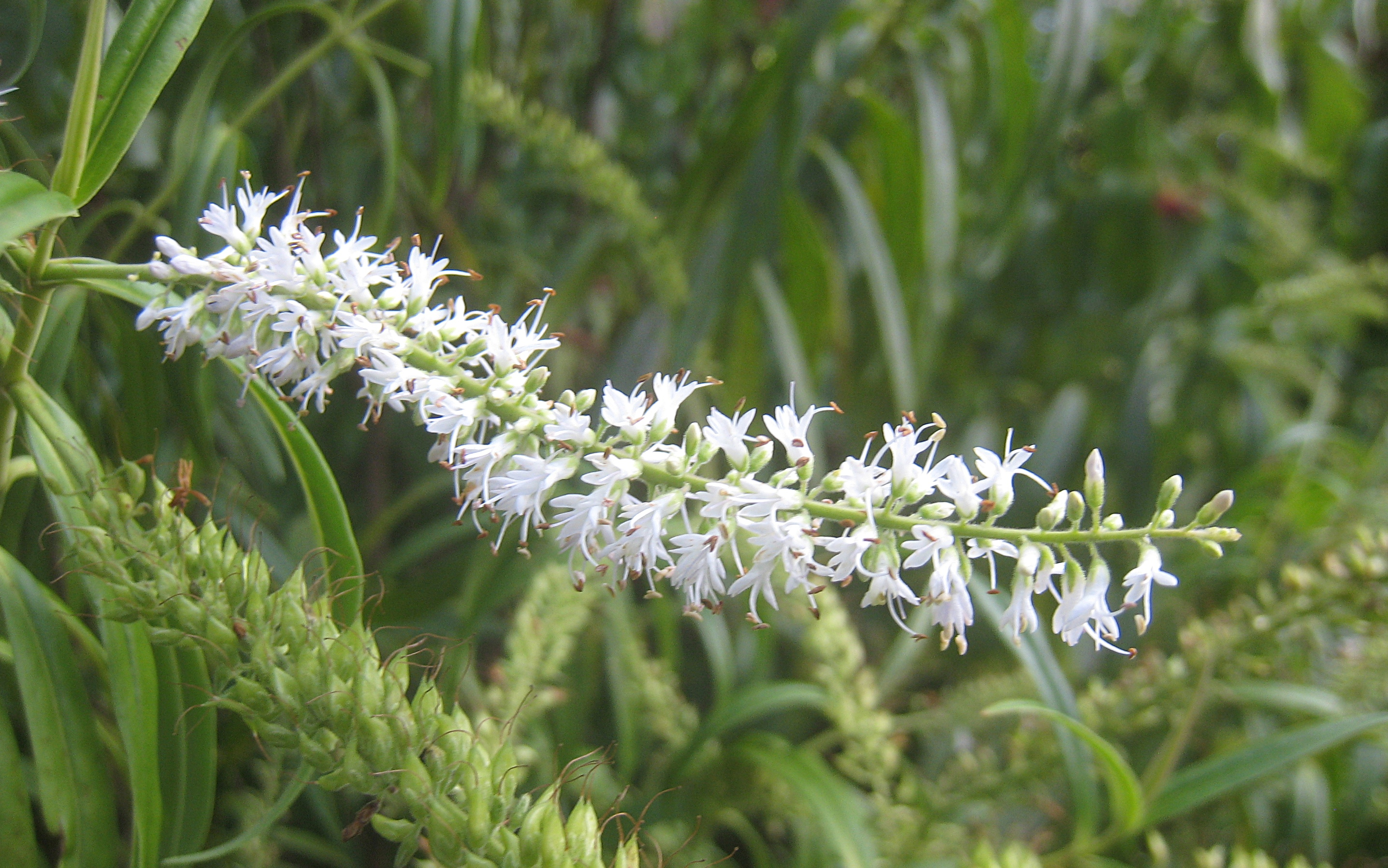
Hebe stricta